# Federico Gonzaga
Federico Gonzaga (ur. w 1540 w Mantui, zm. 21 lutego 1565 tamże) – włoski kardynał.

## Życiorys
Był synem Fryderyka II Gonzagi i jego żony Małgorzaty. Studiował na Uniwersytecie Bolońskim. 6 stycznia 1563 został kreowany kardynałem i otrzymał diakonię S. Maria Nuova. W czerwcu tego samego roku został administratorem diecezji w Mantui – nie przyjął sakry ze względu na nieosiągnięcie kanonicznego wieku. W 1564 pełnił rolę legata papieskiego w Mantui. 16 października tego samego roku został mianowany biskupem Mantui. Zmarł w następnym roku, w rodzinnym mieście.